# Бентцин, Ганс
Ганс Бе́нтцин (нем. Hans Bentzien; 4 января 1927 или 1 апреля 1927, Грайфсвальд — 18 мая 2015, Бад-Заров, Бранденбург) — немецкий политик, член Социалистической единой партии Германии. Министр культуры ГДР в 1961—1965 годах. С 1966 года занимал различные должности в области средств массовой информации.

## Биография
Ганс Бентцин состоял в гитлерюгенде, получил среднее педагогическое образование в Рогазене в Вартенланде и в 1944 году вступил в НСДАП. В том же году был призван на работу Имперской службой труда, а в октябре — в вермахт. В 1945 году попал в плен к британцам.
Вернувшись домой, Бентцин не отрицал своего членства в НСДАП, при этом в марте 1946 года вступил в КПГ, в результате слияния КПГ и СДПГ в 1946 году стал членом СЕПГ. В 1946—1948 годах работал учителем в Грайфсвальде. В 1948—1950 годах изучал историю в Грайфсвальдском и Йенском университетах. Участвовал в деятельности тюрингенского земельного и районного отделений СЕПГ в Гере и хорошо проявил себя во время политических волнений 1953 года в Йене. До марта 1954 года занимал должность первого секретаря районного отделения СЕПГ в Йене. В 1955—1958 годах Бентцин обучался в Москве в Высшей партийной школе при ЦК КПСС.
В 1958—1961 годах Ганс Бентцин занимал пост секретаря по культуре и образованию в окружном отделении СЕПГ в Галле и входил в комиссию по вопросам культуры при Политбюро ЦК СЕПГ. В 1961—1965 годах занимал должность министра культуры ГДР. На должности министра Бентцин отстоял подлежавшие сносу башню церкви Святого Иоанна и университетскую церковь в Лейпциге, выдержав конфронтацию с членом Политбюро ЦК СЕПГ Паулем Фрёлихом, которого поддерживал сам Вальтер Ульбрихт. В 1965 году в Западной Германии была опубликована информация о членстве Ганса Бентцина в НСДАП, о чём в ГДР умалчивалось. На XI пленуме ЦК СЕПГ 12 января 1966 года Ганс Бентцин был снят с должности министра культуры ГДР «за серьёзные ошибки». Его преемником на должности министра культуры стал Клаус Гизи.
После отставки с поста министра Ганс Бентцин в 1966—1975 годах занимал должность директора издательства Neues Leben, а затем перешёл на работу на государственное радио ГДР. В 1977 году Бентцин получил должность заместителя председателя Государственного комитета по телевидению. В 1979 году был снят с должности за допуск к показу подвергшихся критике фильмов «Замкнутое общество» Франка Байера и «Урсула» Эгона Гюнтера. Бентцин продолжил работу на телевидении ГДР в редакции публицистики. После падения режима в ГДР Бентцин в 1989—1990 годах возглавлял телекомпанию ГДР.

## Труды
- Wie Robinson kann man nicht leben, Berlin 1974
- Ein Buch vom Kommunismus. Für junge Leute, Berlin 1976
- Meister, Meister, zeig uns Arbeit!, Berlin 1979
- Wohin die Reise geht, Berlin 1980
- Bruder Martinus, Berlin 1983
- Jagdzauber und Totemtier, Berlin 1984
- Festung vor dem Strom [Stalingrad], Berlin 1986, ISBN 3-327-00203-7. Als E-Book: EDITION digital, Godern 2012, ISBN 978-3-86394-699-9
- Im Zeichen des Regenbogens. Aus dem Leben Thomas Müntzers, Berlin 1989
- Elisabeth. Das irdische Leben einer Heiligen. Biografie, 1990, ISBN 3-355-01028-6
- Medien-Wende — Wende-Medien? Dokumentation des Wandels im DDR-Journalismus Oktober ’89-Oktober ’90, Berlin 1991, ISBN 3-89158-063-0
- Die Heimkehr der Preußenkönige, 1991, ISBN 3-353-00877-2
- Unterm Roten und Schwarzen Adler, Berlin 1992, ISBN 3-353-00897-7
- Meine Sekretäre und ich, Berlin 1995, ISBN 3-355-01452-4
- Meine Amsel singt in Tamsel, Berlin 1996, ISBN 3-929592-25-8
- Friedrich II., König von Preußen, Berlin 1996
- Damm und Deich — Fruchtbar und reich, 1997, ISBN 3-929592-29-0
- Claus Schenk Graf von Stauffenberg. Zwischen Soldateneid und Tyrannenmord, 1997, ISBN 3-360-01239-9
- Zauberhaftes Saarow, 1999, ISBN 3-929592-44-4
- Nur in Rheinsberg bin ich glücklich gewesen: Kronprinz Friedrich in Küstrin, Ruppin und Rheinsberg, Berlin 2001, ISBN 3-929592-36-3
- Die Irrfahrt der Könige, 2000, ISBN 3-929592-47-9
- Das ungleiche Königspaar, 2001, ISBN 3-929592-58-4
- Ich, Friedrich II, 2002, ISBN 3-353-00857-8
- Überhaupt zeige man Charakter!, 2002, ISBN 3-929592-42-8
- Fragen an die DDR, 2003, ISBN 3-360-01045-0
- Was geschah am 17. Juni?, Edition Ost, Berlin 2003, ISBN 3-360-01042-6
- Division Brandenburg, 2004, ISBN 3-360-01058-2
- Warum noch über die DDR reden? — Sophies Fragen, Das neue Berlin, Berlin 2009, ISBN 978-3-360-01964-6